# Парламентские выборы в Беларуси (2004)
17 октября 2004 года состоялись выборы депутатов Палаты представителей Национального собрания Республики Беларусь третьего созыва, на которых по мажоритарной избирательной системе были избраны 107 из 110 депутатов.
Оппозиционными силами были сформированы две коалиции:
- «Народная коалиция 5+» (Белорусская партия труда, Партия БНФ, Белорусская социал-демократическая Громада, Объединённая гражданская партия, Партия коммунистов Белоруссии)
- «Коалиция демократических центристов» (Парламентская группа «Республика», Коалиция «Молодая Беларусь», Европейская коалиция «Свободная Беларусь», Белорусская социал-демократическая партия (Народная Громада), Белорусская партия женщин «Надзея»)

Однако, от этих коалиций не был избран ни один депутат. По утверждению оппозиции, все избранные депутаты входят в так называемый «список Лукашенко».

## Предвыборная ситуация
Эти выборы в 110-местную Палату представителей стали вторыми парламентскими, которые проводились согласно Конституции с поправками 1996 года. Депутаты избирались на 4 года на основе мажоритарной системы. Ими становились выдвиженцы, получавшие более 50 % голосов в первом туре выборов, если явка избирателей превышала 50 %. При необходимости второй тур проводился через две недели после первого между двумя выдвиженцами, которые набирали наибольшее количество голосов.
7 сентября 2004 года Александр Лукашенко объявил о проведении одновременно с парламентскими выборами референдума об отмене конституционного ограничения занимать должность президента не более 2 сроков.
Выборы проводились по Избирательного кодекса, одобренного Национальным собранием 24 января 2000 года, с изменениями от 22 июня 2000 года. Данный кодекс ограничивал гражданские права на участие в выборах, избирательных комиссиях, а также на агитацию. Политические партии должны были иметь учтённую группу в избирательном округе, где выдвигали своих кандидатов. Однако в последний день регистрации, 16 сентября 2004 года, ряд местных управлений Министерства юстиции сняли с учета несколько партийных первичных организаций, что лишило партии права выдвигать в данных округах своих кандидатов.

## Подготовка и проведение выборов

### Избирательные комиссии
Подготовку и проведение выборов осуществляли избирательные комиссии: центральная (ЦИК), 110 окружных (ОИК — на каждый избирательный округ) и 6 659 участковых (УИК). 40 УИК работали в дипломатических представительствах Беларуси за рубежом. ЦИК состояла из нескольких лиц, первую половину из которых в январе 2002 года назначил Лукашенко, а вторую — Совет Республики.
ОИК и УИК назначались специально перед выборами совместными нарядами Советов депутатов и их исполнительных комитетов областного и районного уровня соответственно.

### Списки избирателей
Не существовало сводного списка избирателей между избирательными участками. Не позднее чем за 15 дней до выборов УИК проверяли и обновляли списки избирателей. В день выборов дополнительно внесли в списки почти 74 тысячи избирателей, пришедших на участки. 12 октября 2004 года ЦИК разрешила голосовать и при предъявлении студенческого билета, в котором не упоминается гражданство.

### Учёт выдвиженцев
Кандидаты выдвигались трудовыми коллективами численностью не менее 300 человек, 17 политическими партиями, зарегистрированными Министерством юстиции, или сбором подписей 1 000 избирателей округа не менее 10 лицами зарегистрированной инициативной группы. Партиям для выдвижения своего кандидата в избирательном округе было необходимо иметь в ней свою группу. До крайнего срока, 12 августа, самовыдвиженцы подали 635 заявлений на учет в ОИК своих инициативных групп. ОИК зарегистрировали 555 таких групп, отказали 74 (12 %). Остальные 6 самовыдвиженцев отозвали свои заявления. В качестве причин отказа в регистрации инициативных групп чаще всего приводились включение в их состав несовершеннолетних, иностранных граждан и принуждение к вступлению в группу. Также ОИК преимущественно не регистрировали инициативные группы из более 20 человек. На день окончания выдвижения, 6 сентября, насчитывалось 692 выдвиженцы, в том числе 316 от партий. Партии, связанные с проправительственным Республиканским координационным советом руководителей политических партий и общественных объединений, выдвинули 29 кандидатов. Еще одна умеренно-оппозиционная Либерально-демократическая партия (ЛДП) выдвинула 107 кандидатов. Два оппозиционных межпартийные предвыборных блоки, «Пять плюс» и коалиция демократических центристов, представляли 232 кандидата, из которых 67 выделились сбором подписей. На переизбрание выдвинулись  66 депутатов предыдущего созыва.
Регистрация кандидатов проходила с 7 до 16 сентября. ОИК не регистрировали кандидатов преимущественно по трем причинам:  неточности в заявлениях о доходах и имуществе,  признание недействительными более 15% собранных подписей, недействительность юридического адреса партийное общины, от которой выдвигался кандидат. По последней причине Министерство юстиции сняло с учета 10 партийных организаций в последний день регистрации их кандидатов. С 692 выдвиженцев ОИК зарегистрировали 359 (52 %). Среди них были:
- 151 (42,1 %) выдвиженцы от политических партий;
- 137 (38,2 %) выдвиженцы от трудовых коллективов;
- 71 (19,8 %) самовыдвиженцы.

21 выдвиженец отказался от участия в выборах еще до принятия ОИК решения о регистрации. Из 312 выдвиженцев, которым отказали в регистрации, было около 200 представителей партий. Регистрацию прошли 57 депутатов предыдущего созыва. Из 29 выдвиженцев от РКРКППГА зарегистрировали 8, из 20 выдвиженцев от КПБ зарегистрировали 6, что были из числа 15 официальных выдвиженцев партии. Также учет прошли 3 из 7 выдвиженцев от Республиканской партии. Выдвиженца от БССП не зарегистрировали, Аграрная партия официально не выдвигала своих кандидатов. Из 107 выдвиженцев ЛДП зарегистрировали 38 (36 %). Из 232 оппозиционных выдвиженцев ОИК зарегистрировали 122 (53 %). С 5 участников парламентское группы «Республика» ОИК зарегистрировали 2. Позже Валерий Фролов успешно обжаловал отказ в регистрации в ЦИК. 8 выдвиженцев от Партии БНФ и Сацыял-демократической партии «Народная Громада» отказались от участия в выборах еще до решения ОИК об учете под давлением работодателей и местных властей. Консервативно-Христианская Партия—БНФ организовала бойкот выборов и референдума.
Более 50 выдвиженцев сняли свои кандидатуры после окончания регистрации, из них большинство проправительственных от рабочих коллективов сделали это в поддержку других проправительственных выдвиженцев. ОИК отменили регистрацию 20 выдвиженцев накануне выборов, из которых 10 уже после начала досрочного голосования 12 октября. В результате на день выборов осталось 330 кандидатов, или в среднем по три на каждый избирательный округ. В 77 округах баллотировалась по три и менее кандидатов, в том числе в 10 безальтернативных избирательных округов.

### Предвыборная агитация
Агитация оппозиционных кандидатов ограничивалась выделенными Правительством денежными средствами. На основании этого ограничения ОИК отменили регистрацию 16 выдвиженцев. Пропрезидентские выдвиженцы такому ограничению не подвергались. На пресс-конференции 20 июля 2004 года Лукашенко заявил, что отдал «поручение», чтобы 30 % депутатов переизбрали. 6 октября он добавил, что пропрезидентские кандидаты должны были занять все 110 мест в Палате представителей уже по итогам первого тура выборов, так как «у нас достаточно власти и технологий, чтобы сокрушительно выиграть эти выборы».
Всё электронное вещание принадлежала правительству, в печати также доминировали правительственные издания. В течение двух месяцев накануне выборов около десятка неправительственных изданий приостановили свой выход, большинство из которых на три месяца согласно постановлению Министерства информации по поводу несообщения ими изменений своего юридического адреса, частоты выхода и содержания. 8 сентября ЦИК одобрила постановление №71, которым позволило кандидатам изложить свои предвыборные программы объемом в 2 машинописные страницы в газетах, а также в одноразовых 5-минутных выступлениях по телевидению и на радио, идущих в записи и подвергались цензуре. Те выступления передавались правительственными теле- и радиокомпаний из 20 сентября по 11 октября. Однако в средствах массовой информации не размещалась платная агитация, а электронные СМИ не показывали дебатов между соперниками. К дополнительному правительственного вещания имели доступ только депутаты, которые шли на переизбрание. Государственные телеканалы «БТ» и «Столичное телевидение» показывали ряд передач «конспирологии», в которых оппозиционные выдвиженцы обвинялись в преступлениях и привязанности к ним.

### Наблюдение
Большинство наблюдателей принадлежала к проправительственным общественным объединениям, таким как Союз ветеранов, финансируемые правительством молодежные объединения и профессиональные союзы. Незарегистрированная гражданская инициатива «Партнерство» осуществляла наблюдение за выборами в 98 избирательных округах усилиями более трех тысяч наблюдателей, каждый из которых получал аккредитацию сбором 10 подписей избирателей соответствующих округов. Их наблюдатели старались охватить наблюдением 25 % участков каждое округа.

## Результаты
| Партия                                                                      | Тур       | Тур    | Тур    | Тур     | Тур    | Тур    | Тур       | Тур       | Тур       | Итого мест | +/– |
| Партия                                                                      | Первый    | Первый | Первый | Второй  | Второй | Второй | Повторный | Повторный | Повторный | Итого мест | +/– |
| Партия                                                                      | Голосов   | %      | Мест   | Голосов | %      | Мест   | Голосов   | %         | Мест      | Итого мест | +/– |
| --------------------------------------------------------------------------- | --------- | ------ | ------ | ------- | ------ | ------ | --------- | --------- | --------- | ---------- | --- |
| Коммунистическая партия Беларуси                                            | 334 383   | 5,31   | 8      |         |        | 0      |           |           | 0         | 8          | ▲ 2 |
| Партия БНФ                                                                  | 200 033   | 3,18   | 0      |         |        | 0      | 5 673     | 14,22     | 0         | 0          | 0   |
| Белорусская социал-демократическая партия (Народная Громада)                | 173 129   | 2,75   | 0      |         |        | 0      | 4 802     | 12,04     | 0         | 0          | 0   |
| Партия коммунистов Белорусская                                              | 160 011   | 2,54   | 0      |         |        | 0      |           |           | 0         | 0          | 0   |
| Белорусская аграрная партия                                                 | 145 004   | 2,30   | 3      |         |        | 0      |           |           | 0         | 3          | ▼ 2 |
| Либерально-демократическая партия                                           | 122 605   | 1,95   | 1      |         |        | 0      |           |           | 0         | 1          | 0   |
| Белорусская социал-демократическая Грамада                                  | 59 892    | 0,95   | 1      |         |        | 0      |           |           | 0         | 1          | 0   |
| Республиканская партия                                                      | 28 179    | 0,45   | 0      |         |        | 0      |           |           | 0         | 0          | 0   |
| Социал-демократическая партия Народного Согласия                            | 22 441    | 0,36   | 0      |         |        | 0      |           |           | 0         | 0          | ▼ 1 |
| Беспартийные                                                                | 4 843 959 | 76,92  | 96     | 34 567  | 100,0  | 1      | 26 059    | 65,33     | 1         | 98         | ▲ 4 |
| Недействительных/испорченных бюллетеней                                     | 201 462   | –      | –      |         | –      | –      |           | –         | –         | –          | –   |
| Всего                                                                       | 6 297 600 |        | 108    | 34 567  |        | 1      | 39 891    |           | 1         | 110        | 0   |
| Источник: Центризбирком Архивная копия от 5 февраля 2020 на Wayback Machine |           |        |        |         |        |        |           |           |           |            |     |

18 октября ЦИК объявила предварительные результаты выборов, а окончательные — 22 октября после отклонения всех жалоб, как несущественных. Каждый вечер к разгону 19 октября силами ОМОН оппозиция проводила демонстрации против результатов выборов. В результате избиения при задержании председатель ОГП Анатолий Лебедько провел несколько дней в больнице. Согласно ЦИК проголосовало 6 297 600 избирателей (90,14%). Из них 17,39% проголосовали досрочно с 12 по 16 октября. В Минске наивысшая явка по стране наблюдалось на досрочном голосовании, однако общая явка была низшей по стране (81,62%). В первом туре выборов выбрали 108 из 110 депутатов. В Новополоцком избирательном округе № 25, 27 октября состоялся второй тур, а в Гродненском-Центральном №52 — повторные выборы. Первое заседание новоизбранного Палаты представителей состоялось 16 ноября. В ее состав вошли 12 представителей проправительственных партий и ни один представитель оппозиции. Переизбирались 46 депутатов предыдущего созыва. 100 депутатов выдвигались от рабочих коллективов и сбором подписей. Только 14 выдвиженцев сумели выбраться через использование всего одного пути выделения.

### Статистика
- Распределение мест по полу:
  - Мужчин — 78
  - Женщин — 32
  - Доля женщин — 29,09 %
- Распределение мест по возрасту:
  - от 21 до 30 лет — 1
  - от 31 до 40 лет — 3
  - от 41 до 50 лет — 38
  - от 51 до 60 лет — 60
  - от 61 до 70 лет — 7
- Распределение мест по профессиям:
  - Другие — 31
  - Учителя — 30
  - Экономисты — 26
  - Юристы — 13
  - Медики — 10

## Акции протеста
18 октября на Октябрьской площади в Минске собралось около пяти тысяч человек. В 18.00 они просмотрели на большом телеэкране трансляцию объявления официальных результатов парламентских выборов и референдума. «Позор!» – звучало над площадью как резюме. До 18.30 из участников акции сформировалась колонна, над которой появились флаги Евросоюза и бело-красно-белые. Скандируя «Жыве Беларусь!» и «Лукашенко, ты проиграл!», люди направились в сторону площади Независимости и Дома правительства. Путь демонстрантам перекрыли омоновцы. Начались массовые задержания и избиение людей, затягивание их в автобусы. Колонна направилась к зданию Администрации президента. Появилась растяжка «Нет третьему сроку!». Слышатся сигналы автомобилей – так минчане, едущие в них, поддерживали демонстрантов. «Долой Луку!», «В отставку!» – скандировали участники акции. На площади перед Дворцом республики прошел митинг. Зачитывается послание бывшего президента Чехии Вацлава Гавела и чешского Комитета «За свободную Беларусь» с поддержкой демократических сил Беларуси и ее народа в борьбе за свободу. В 19.30 колонна демонстрантов направилась к зданию КГБ, поскольку стало известно, что там находятся задержанные, в том числе и один из лидеров молодежного движения «Зубр» Евгений Афнагель. «КГБ, верни людей!» – звучит над колонной. Имеется в виду и то, что в Беларуси на протяжении последних лет исчезли известные политики, предприниматель и журналист. К участникам стихийного митинга вышел председатель КГБ Леонид Ерин. Говорить с людьми он отказался, сказал, что может ответить на вопросы журналистов у себя в кабинете. Вместе с несколькими журналистами в здание прошел и лидер Молодого Фронта Павел Северинец. Разговор шел о судьбе пропавших. Л. Ерин не сказал ничего конкретного.Тем временем демонстранты вернулись на Октябрьскую площадь. По их требованию был отпущен Евгений Афнагель.
19 октября вечером на Октябрьской площади Минска снова прошла акция протеста против результатов референдума и выборов.Для разгона акции приехали омоновцы. Было арестовано более 50 человек, среди которых – несовершеннолетние. Были избиты несколько сотен, включая журналистов и лидеров партий. Председатель Объединенной гражданской партии Анатолий Лебедько получил тяжелую черепно-мозговую травму и попал в больницу.
20 октября вечером белорусская молодежь вновь вышла на акцию протеста. На Октябрьской площади появились лозунги «Ты можешь всю жизнь прожить при диктатуре, если будешь покорным и слабым» и «Что будет дальше – решать будем мы». Некоторые участники акции держали портреты жестоко избитого накануне омоновцами лидера ОГП Анатолия Лебедько. Снова подъехали автобусы, и омоновцы начали аресты. Задержано около 10 человек.
21 и 22 октября акции протеста продолжались. Демонстранты держали в руках портреты арестованных: координатора «Зубра» Евгения Афнагеля, участника коалиции «Свободная Беларусь» Дмитрия Бородко, лидеров ОГП Анатолия Лебедько и БСДП (Народная Грамада) Николая Статкевича, а также лозунги «Освободи свой разум», «Свободу политзаключенным!» и бело-красно-белые флаги. Обе акции закончились тем,что ОМОН вытеснил с Октябрьской площади участников акции протеста.
23 октября около 150 человек собралась на митинг на Октябрьской площади.Далее к ним подошёл провокатор и спровоцировал словесную перепалку, которая была прервана призывом одного из лидеров оппозиции Дмитрия Бондаренко пойти к зданию КГБ.Протестующие пошли,но по дороге их остановил ОМОН.Омоновци оттеснили митингующих на площадь Свободы,а затем оттеснили Д.Бондаренко от колонны протестующих.Далее демонстранты организовали шествие до здания Национального выставочного центра по улице Я.Купалы, 27, где акция и завершилась.
24 — 30 октября малочисленные акции протеста прошли на Октябрьской площади.25 и 28 октября протестующих разогнал ОМОН.